# Lancia Esagamma
Lancia Esagamma es un camión de carga fabricado por la marca italiana Lancia Veicoli Industriali como transporte de materiales y personas según la configuración. Fue lanzado al mercado en 1962 y se comercializó hasta 1971.

## Características principales
El Esagamma fue un camión pesado fabricado por el fabricante italiano Lancia desde 1962. Como es habitual con Lancia, el nombre del producto es de origen griego -ESA en griego significa seis- en virtud de su motor de 6 cilindros. El Esagamma fue el último camión en la historia de Lancia Veicoli Industriali, antes de ser comprada por Fiat en 1969 y se convirtió en un fabricante de vehículos especiales dentro del grupo IVECO. 
El Esagamma estuvo disponible en tres versiones sucesivas: 516 , 519 y 520. La estructura del chasis fue diseñada para soportar cargas de 19 toneladas en su versión más simple. No obstante los países a los que se exportaba se convertirían en la mayor restricción de la capacidad de carga, ya que el chasis era capaz de soportar hasta 40 toneladas de su versión 4 ejes. Tenía un motor Lancia de 6 cilindros en línea, con una cilindrada de 10,5 litros y construido en aleación. El equipo de cambio constaba de cuatro marchas sincronizadas.
Inicialmente, sólo se comercializaba el modelo 516, luego en 1966 aparece la versión 519, comercializado con el nombre de Esagamma en el extranjero y Esagamma E en Italia debido a la mayor capacidad de carga con una tolerancia de hasta 44 toneladas en su versión de 4 ejes. En comparación a la versión 516 , la Esagamma y Esagamma E son reconocibles por sus cambios en los faros e internamente por un mayor refuerzo estructural. La mayor parte de la producción estuvo destinada al mercado italiano y británico, y luego se fue ampliando a otros mercados de exportación.
A finales de 1967, las versiones 516 y 519 se sustituye por el 520. El 1 º de enero 1969 Lancia quedó bajo el control de Fiat que rápidamente decidió suspender la fabricación de camiones, porque el costo era demasiado alto en comparación con sus propios productos como los Fiat 619 y Fiat 697, pero principalmente debido a la producción relativamente pequeña de cada modelo en comparación con los de Fiat. La fábrica de Lancia en Bolzano, donde todos los camiones fueron fabricados en la posguerra, se transformó para producir vehículos especiales para Fiat.
El último modelo se fabricó fue el Esagamma 520 de 4 ejes. Los Esagamma eran lo suficientemente versátiles como para acomodar equipos específicos tales como las bombas con hormigoneras, grúas, etc. las versiones de chasis para autobuses también fueron muy populares como la versión GT 715 y la 718. Estos modelos conformaron las grandes flotas de autobuses urbanos para los parques de Milán y Roma.
La producción total de la camioneta en Italia fue relativamente baja: 6.648 ejemplares. Pero Esagamma se produjo también en Libia para el mercado africano, donde era reconocida por su enorme parabrisas en dos partes. Lancia Esagamma fue exportados a la red de Lancia de todos los países europeos: Austria, Bélgica, Francia, Alemania, Grecia, Yugoslavia, Holanda, Reino Unido, España y también en China y Canadá.

## Motores
Todos los motores instalados en el Lancia Esagamma eran derivados del bloque de 6 cilindros y 24 válvulas, construido en aleación de aluminio, una rareza para la época, con una cilindrada de 10.521 cc.
Versiones con motor vertical:
- 145 kilovatios-197 CV para la versión 516.
- 152 kilovatios-207 CV para la versión 519.
- 154 kilovatios-209 CV para la versión 520.
- 168 kilovatios-228 CV, sobrealimentado con turbocompresor para la versión 516.

Versiones con motor horizontal:
- 138 kilovatios-187 hp aspirado para los modelos GT 715 y la versión de autobuses urbanos 718.
- 142 kilovatios-193 hp aspirado para la versión 718.
- 174 kilovatios-237 CV sobrealimentado para la versión 718.